# ويس ويلكينسون
ويس ويلكينسون (بالإنجليزية: Wes Wilkinson)‏ (1 مايو 1984 بمانشستر في المملكة المتحدة - ) هو لاعب كرة قدم بريطاني في مركز الهجوم. لعب مع أولدهام أثلتيك وأشتون يونايتد وNantwich Town F.C. ‏ وNew Mills A.F.C. ‏ وTrafford F.C. ‏ وKidsgrove Athletic F.C. ‏ وNewcastle Town F.C. ‏ ونادي ألترينتشام وليه جنيسيس ‏ وStockport Sports F.C. ‏ وIrlam F.C. ‏.

## وصلات خارجية
- ويس ويلكينسون على موقع قاعدة بيانات كرة القدم.إي يو (الإنجليزية)
- ويس ويلكينسون على موقع Soccerbase.com (لاعب) (الإنجليزية)